# Parodist
En parodist er en person, der har talent for at efterligne andre mennesker. Som professionel parodist er det kendte mennesker, der parodieres. Af kendte, danske, parodister kan nævnes: Poul Mourier, Peter Kitter, Henning Schram, Carl Nielsen (parodist) og Svend Bjerre. Flere skuespillere og entertainere bruger dog parodien som led sin underholdning – f.eks. Thomas Eje, Rasmus Krogsgaard og Buster Larsen.